# Édouard Hemme
Édouard Hemme est le nom de scène d'un acteur français dont le vrai nom n'est pas connu.

## Filmographie
- 1932 : Une idée folle de Max de Vaucorbeil
- 1938 : Katia de Maurice Tourneur
- 1939 : La Boutique aux illusions de Jacques Séverac
- 1946 : Adieu chérie de Raymond Bernard
- 1947 : Pour une nuit d'amour d'Edmond T. Gréville
- 1948 : La Belle Meunière de Marcel Pagnol
- 1949 : 56, rue Pigalle de Willy Rozier
- 1949 : L'Épave de Willy Rozier
- 1951 : Bouquet de joie de Maurice Cam
- 1951 : Adhémar ou le Jouet de la fatalité de Fernandel : le directeur du refuge
- 1953 : L'Envers du paradis d'Edmond T. Gréville : le curé
- 1956 : Les Aventures de Till l'espiègle de Gérard Philipe et Joris Ivens
- 1957 : Le Cas du docteur Laurent de Jean-Paul Le Chanois
- 1960 : Crésus de Jean Giono : le curé
- 1960 : Les Mains d'Orlac d'Edmond T. Gréville : Ange